# Drzwi łabędzie
Drzwi łabędzie – rodzaj drzwi samochodowych, który czasami można spotkać w supersamochodach lub samochodach koncepcyjnych. Drzwi łabędzie działają podobnie do standardowych drzwi samochodowych, ale w przeciwieństwie do zwykłych drzwi otwierają się pod kątem do góry. Nazwa drzwi pochodzi od podobieństwa samochodu z drzwiami otwartymi do łabędzia z otwartymi skrzydłami.
Firma Aston Martin użyła tego projektu drzwi w wielu swoich modelach, w tym DB9, DB10, DB11, DBS V12, One-77, Rapide, Vantage, Vanquish, Virage, CC100 i Vulcan. Projekt był również używany przez siostrzaną firmę Astona Martina, Lagonda, w modelu Lagonda Taraf, a także przez innych producentów w takich modelach jak: Hennessey Venom GT, Vencer Sarthe i Pagani Huayra Roadster.

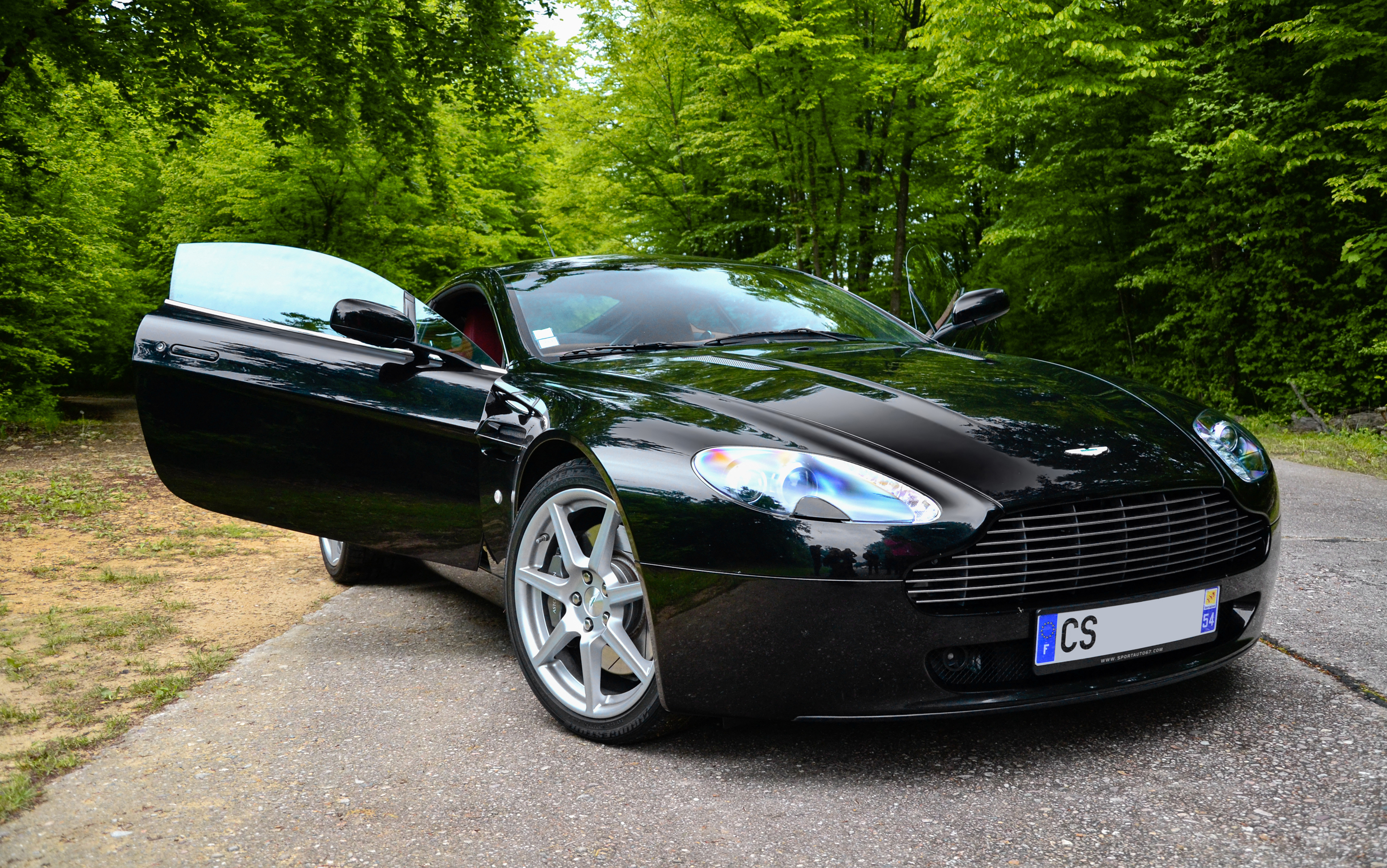
Aston Martin Vantage
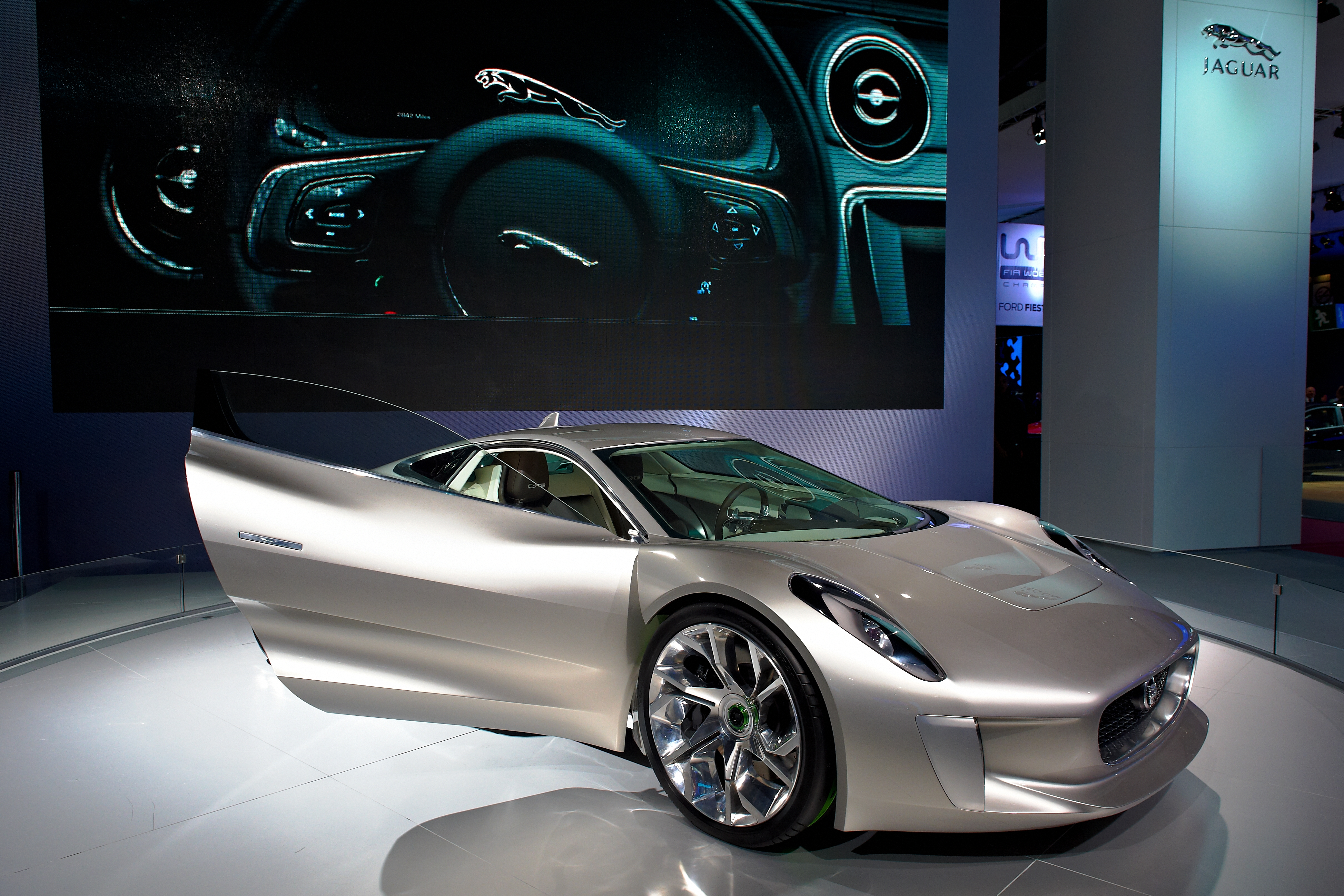
Jaguar C-X75
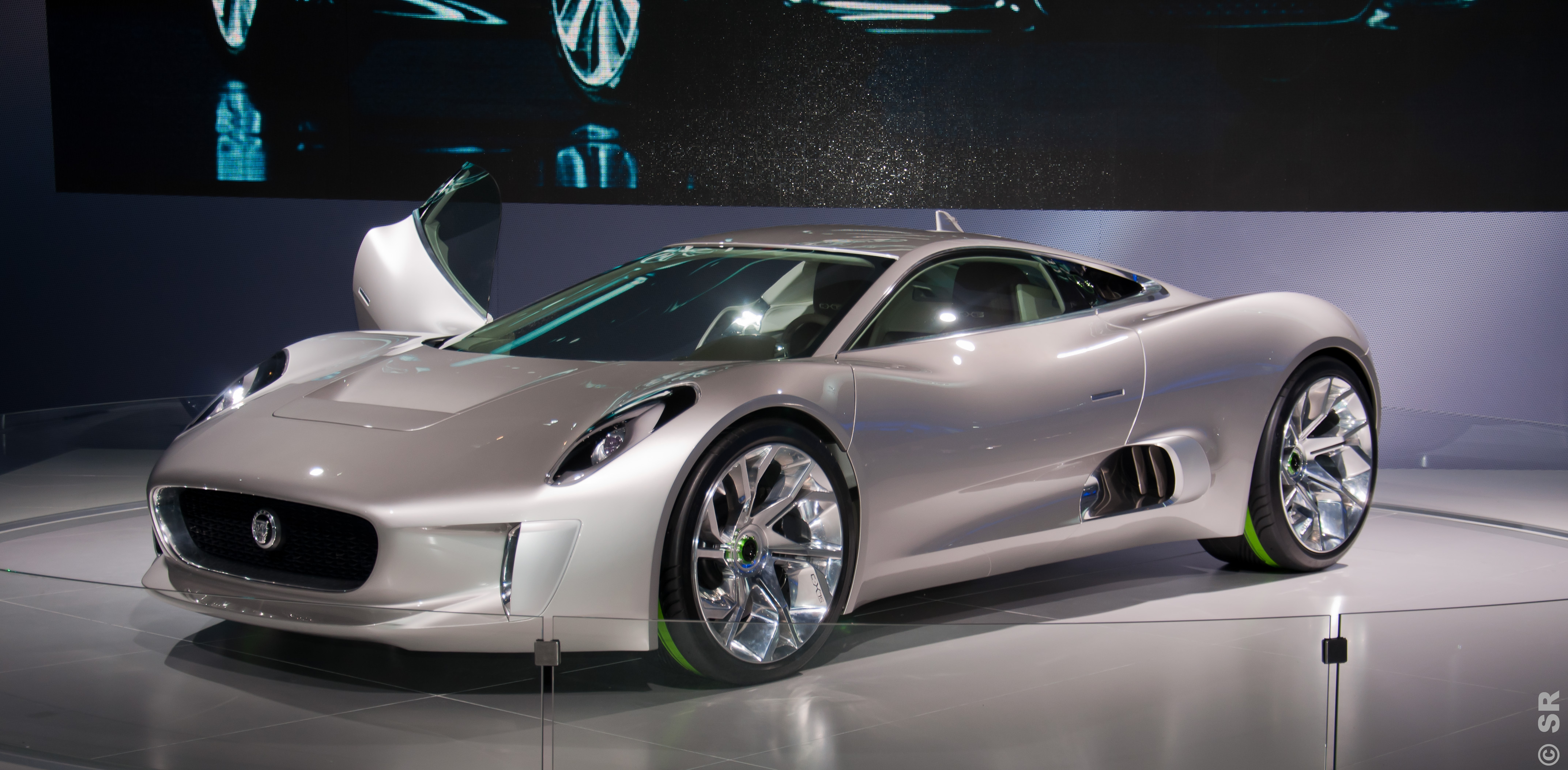
Jaguar C-X75